# 遮蔽 (図学)
遮蔽（しゃへい、英: occlusion）は図学において3次元空間内の物体が手前にある別の物体によって隠れることである。
オクルージョンとも。

## 概要

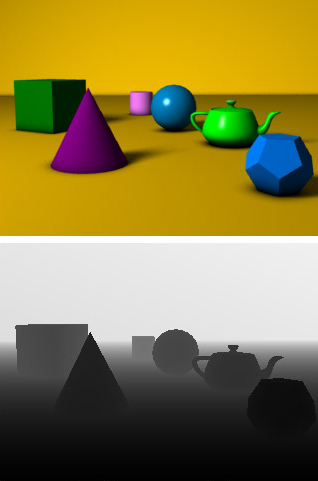
遮蔽がおきている画像（上）とその奥行き（下、奥ほど白）。

人は「奥にある物体は手前にある物体で隠れて見える」ことを直感的に理解できる。これは奥の物体から放たれた光が手前の物体によって阻まれ人の目に届かないことで起きている。この現象が遮蔽である。
3次元空間と2次元平面の関係を研究する図学ではこれを投影の重なりとして定式化できる。これにより遮蔽が起きるか否かは物体同士の位置関係およびカメラの位置に加え、投影方式が重要であることがわかる。
人は遮蔽を直感的に理解しているため、遮蔽は人工的に作られた画像（絵画やCG）のリアルさに大きく関わる。絵画における重畳遠近法、3次元コンピュータグラフィックスにおける隠面消去やアンビエントオクルージョン、拡張現実におけるARオクルージョンは遮蔽を実現・活用するための技法である。

## 重畳遠近法
重畳遠近法（、英: occlusive perspective）は重なり表現により遠近感を与える視覚芸術の技法である。

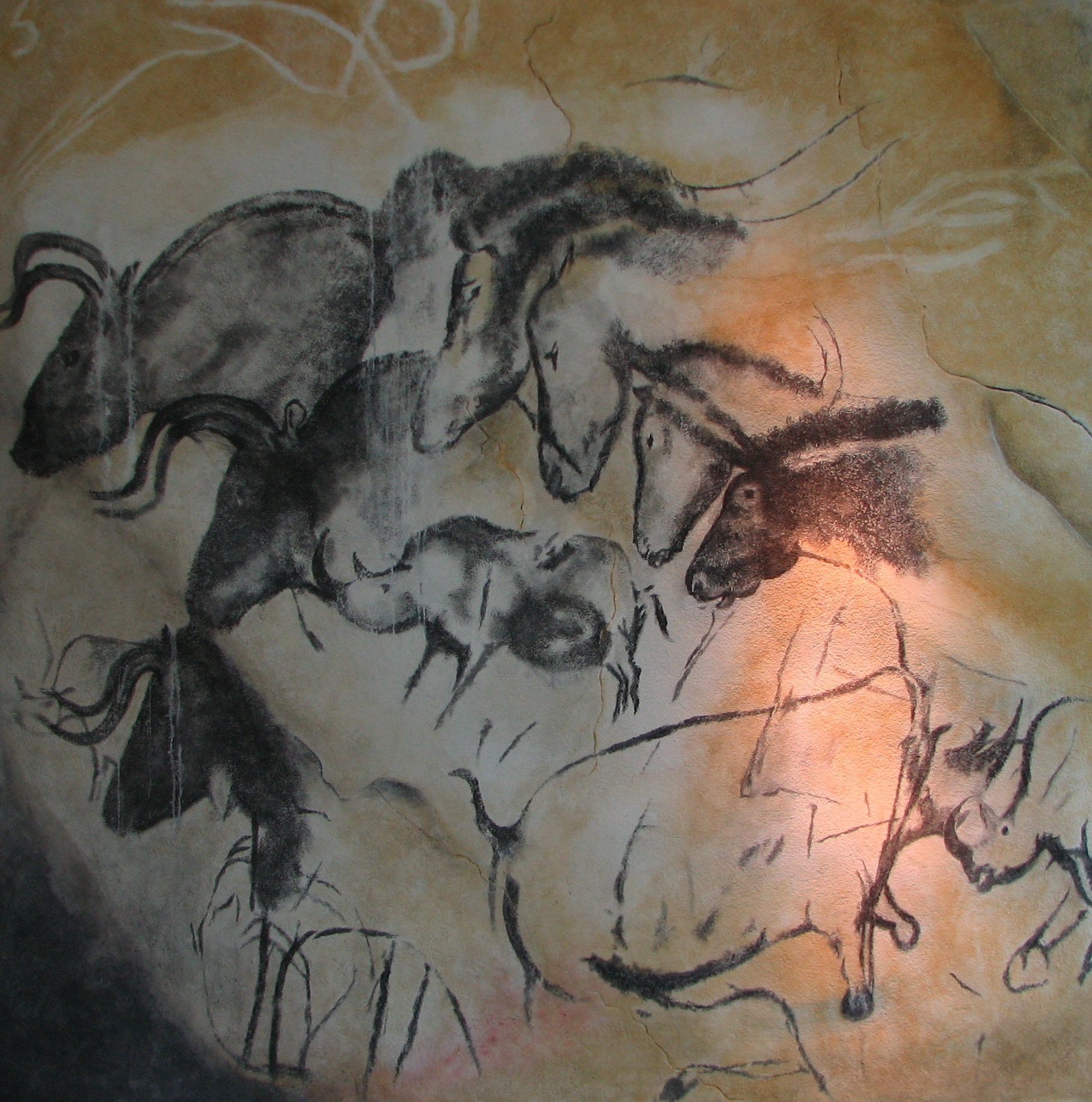
ショーヴェ洞窟の壁画（約32,000年前）

ヒトは遮蔽を認識し物体の前後関係を自然に知覚する。視覚芸術においてこの知覚特性を遠近法に利用したのが重畳遠近法である。重畳遠近法ではキャンバス/画面に複数のモチーフを配置する際、「手前と認識させたいモチーフ」を「奥と認識させたいモチーフ」の上へ部分的に被せて描画する。絵は平面であり物理的な遮蔽関係を持たないが、ヒトは前記の知覚特性によりこの絵に遮蔽関係を見出しそこから遠近感を得る。つまりモチーフの重なり表現により遮蔽の錯覚・遠近の錯覚を起こす技法が重畳遠近法である。なお、逆にモチーフを重ねないと平面感が増す。
重畳遠近法は物体の前後関係、つまり「前か後ろか」という二値的な遠近感を惹起する。しかし他の遠近法と異なり、2つの物体間の重畳遠近法では前後の距離感つまり連続的な深度・奥行き感を表現できない。重畳遠近法で複数段階の奥行き感を表現するには複数の物体に遮蔽関係を設定する（Aの後ろのBの後ろのC）必要がある。
重畳遠近法は構図のレベルで成立する（詳細は 構図#重なりによる奥行き感）。他の遠近法・図法との関係では、透視投影と平行投影の両者で自然に重畳遠近法が成立する。
人類最古の絵画から重畳遠近法の利用が見て取れる（図参照）。また重畳遠近法を意図的に矛盾させた作品も存在する（例: ルネ・マグリット『白紙委任状』）。